# Arequipa (regio)
Arequipa (Aymara: Arikipa; Quechua: Ariqipa) is een regio in het zuidwesten van Peru. Het grenst aan de regio's Ica, Ayacucho, Apurímac en Cuzco in het noorden, Puno in het oosten, Moquegua in het zuiden en de Grote Oceaan in het westen. De hoofdstad is Arequipa, Peru's een na grootste stad.

## Demografie
De regio telt 1.287.205 inwoners (2015). De oppervlakte is 63.345 km².

## Bestuurlijke indeling
De regio is verdeeld in acht provincies, die weer zijn onderverdeeld in 109 districten. Achter elke provincie wordt de hoofdplaats genoemd.
| Nr. | Provincie  | Inwoners  | Oppervlakte | UBIGEO | Districten | Hoofdplaats | Inwoners |
| --- | ---------- | --------- | ----------- | ------ | ---------- | ----------- | -------- |
| 1   | Arequipa   | 1.175.765 | 9.682 km²   | 0401   | 29         | Arequipa    | 869.351  |
| 2   | Camaná     | 61.708    | 3.998 km²   | 0402   | 8          | Camaná      | 46.026   |
| 3   | Caravelí   | 43.690    | 13.140 km²  | 0403   | 13         | Caravelí    | 5.000    |
| 4   | Castilla   | 34.743    | 6.914 km²   | 0404   | 14         | Aplao       | 4.747    |
| 5   | Caylloma   | 97.458    | 14.019 km²  | 0405   | 20         | Chivay      | 5.000    |
| 6   | Condesuyos | 16.426    | 6.958 km²   | 0406   | 8          | Chuquibamba | 3.066    |
| 7   | Islay      | 54.851    | 3.886 km²   | 0407   | 6          | Mollendo    | 28.305   |
| 8   | La Unión   | 12.797    | 4.746 km²   | 0408   | 11         | Cotahuasi   | 1.529    |

| Detailkaart |
| ----------- |
|             |
| Provincies  |

## Geografie

### Rivieren
- Ocoña
- Majes
- Colca

Vulkanen zijn Misti, Chachani, Ampato, Mismi, Picchu Picchu.

## Bezienswaardigheden
- Mollendo
- Matarani
- Colca Canyon
- Cotahuasi Canyon
- Toro Muerto met 3000 petroglyphen
- Valley of Volcanoes